# Länsväg 214
Länsväg 214 går sträckan Läppe  - Julita kyrka - Skogstorp, strax sydväst om Eskilstuna, där den ansluter till länsväg 230.
Den går i Södermanlands län och den är 51 km lång.

## Anslutningar
- Riksväg 52 (i Läppe)
- Riksväg 56 (i Äs)
- Länsväg 230/ Skogstorpsvägen, D 728 (i Skogstorp)

## Historik
Vägen har haft nummer 214 mellan Läppe och Skogstorp sedan 1940-talet, då vägnummer infördes. Väg 214 gick till mellan Eskilstuna och Kumla de första åren. Sedan ändrades väg 230 till att gå via Skogstorp, och vägen Läppe – Kumla bytte nummer till 52, så att väg 214 kom att sluta i Läppe och Skogstorp. Dagens väg 214 följer långa sträckor precis samma sträckning som på 1940-talet, men några delsträckor är nyare. Under 1960-talet byggdes väg 214 om i ny sträckning på delen Gimgöl – Julita gård – Äsköping – Äs vägskäl (riksväg 56) samt även på en kortare sträcka mellan Hållsta och Näshulta. År 1982 invigdes sträckan mellan Hållsta och Skogstorp (länsväg 230) i en helt ny sträckning förbi Hållsta och Skogstorp.